# Eduard Hartl
Eduard Hartl (* 8. August 1892 in Wien; † 4. Januar 1953 in Unterwössen/Oberbayern) war ein deutscher Altgermanist.

## Leben
Hartl studierte von 1908 bis 1912 Germanistik und Romanistik an der Universität in seiner Heimatstadt Wien. Zu seinen Lehrern gehörten Robert Franz Arnold, Walther Brecht (1876–1950), Alexander von Weilen und insbesondere Carl von Kraus (1868–1952), der auch Hartls Promotionsschrift angeregt hatte, dann aber 1917 an die Ludwig-Maximilians-Universität München berufen wurde. Erstgutachter der 1918 angenommenen ungedruckten Dissertationsschrift Hartls, die als verschollen gilt, ihrem Titel nach aber eine Vorstudie zu seiner Habilitationsschrift darzustellen scheint, wurde so Joseph Seemüller (1855–1920). 1925 habilitierte sich Hartl in München mit der Schrift Die Textgeschichte des Wolframschen Parzival, I. Teil: Die jüngeren G-Handschriften, 1. Abteilung: Die Wiener Mischhandschriftengruppe W (Druck: Berlin 1928), die nun von Carl von Kraus betreut worden war.
Von 1921 bis 1925 unterrichtete Hartl in Hamburg als Lehrer an der Groneschen Handels- und Sprachschule. Danach wurde er an der Ludwig-Maximilians-Universität München zunächst Assistent und Privatdozent, ab 1931 nichtbeamteter außerordentlicher und ab 1940 außerplanmäßiger Professor für Deutsche Philologie. Der Sprung auf einen ordentlichen Lehrstuhl blieb Hartl vor 1945 versagt, was auch mit seinem ambivalenten Verhältnis zum Nationalsozialismus erklärt werden kann. Zwar waren für Hartls politisch-gesellschaftliche Haltung „seit seiner Studienzeit national-völkische Ideen und Werte bestimmend“, es kam aber dennoch zu „keiner Übernahme eines dezidiert nationalsozialistischen Selbstverständnisses“. Infolgedessen behinderten Negativgutachten von NS-Funktionsträgern (so beispielsweise vom damaligen Dekan der philosophischen Fakultät der Universität München Walther Wüst) mehrfach sein Fortkommen.
Wissenschaftlich erwarb sich Hartl Anerkennung vor allem als Herausgeber mittelalterlicher geistlicher Dramen und Bearbeiter der 6. Ausgabe der Werke von Wolfram von Eschenbach. Eine angekündigte grundlegende Neuausgabe von Wolframs Dichtung konnte Hartl jedoch – vermutlich auch aufgrund von kriegsbedingten Verlusten – nicht verwirklichen. Trotz seines eher bescheidenen wissenschaftlichen Œuvres wurde Hartl, nachdem er 1947 bereits einen Ruf nach Innsbruck erhalten hatte, überraschend an die Münchener Universität zum Nachfolger des 1943 verstorbenen Altgermanisten Erich Gierach als Ordinarius für Deutsche Philologie berufen. 1950 gehörte er hier zu den Organisatoren des ersten Germanistentags in der Nachkriegszeit.